# Kraftwerk Perach
Das Kraftwerk Perach ist ein Laufwasserkraftwerk  der österreichischen Verbund AG am Inn bei Perach. Ein kleiner Teil der Anlage liegt auf dem Gebiet der Stadt Neuötting.
Das Kraftwerk wurde von 1974 bis 1977 von der Innwerk AG als Pfeilerkraftwerk erbaut. Es besteht aus einem fünffeldrigen Wehr, bei dem sich die drei Kaplan-Turbinen in den drei Pfeilern zwischen den Wehrfeldern befinden. Eine Maschinenhalle fehlt, die beiden Portalkräne fahren im Freien (vgl. Zeichnung auf der Webseite des Betreibers). Gesteuert wird das Kraftwerk seit seiner Eröffnung von der Leitwarte in Töging. Eine Fischwanderhilfe ist nicht vorhanden, aber geplant.
Der Nachfolger der Innwerk AG, die E.ON Wasserkraft GmbH, verkaufte das Kraftwerk 2009 an die österreichische Verbund AG.